# Kesavina Katte, Shimoga
Kesavina Katte là một làng thuộc tehsil Shimoga, huyện Shimoga, bang Karnataka, Ấn Độ.